# Cardopatium amethystinum
Cardopatium amethystinum là một loài thực vật có hoa trong họ Cúc. Loài này được Spach mô tả khoa học đầu tiên năm 1846.